# Responsividade democrática
Responsividade Democrática é a situação ao qual a responsabilidade democrática leva o governo/estado a implementar e/ou planejar políticas que traduzam  as vontades dos cidadãos. É tida como uma justificação central do próprio regime democrático.